# Tóth József (geográfus)

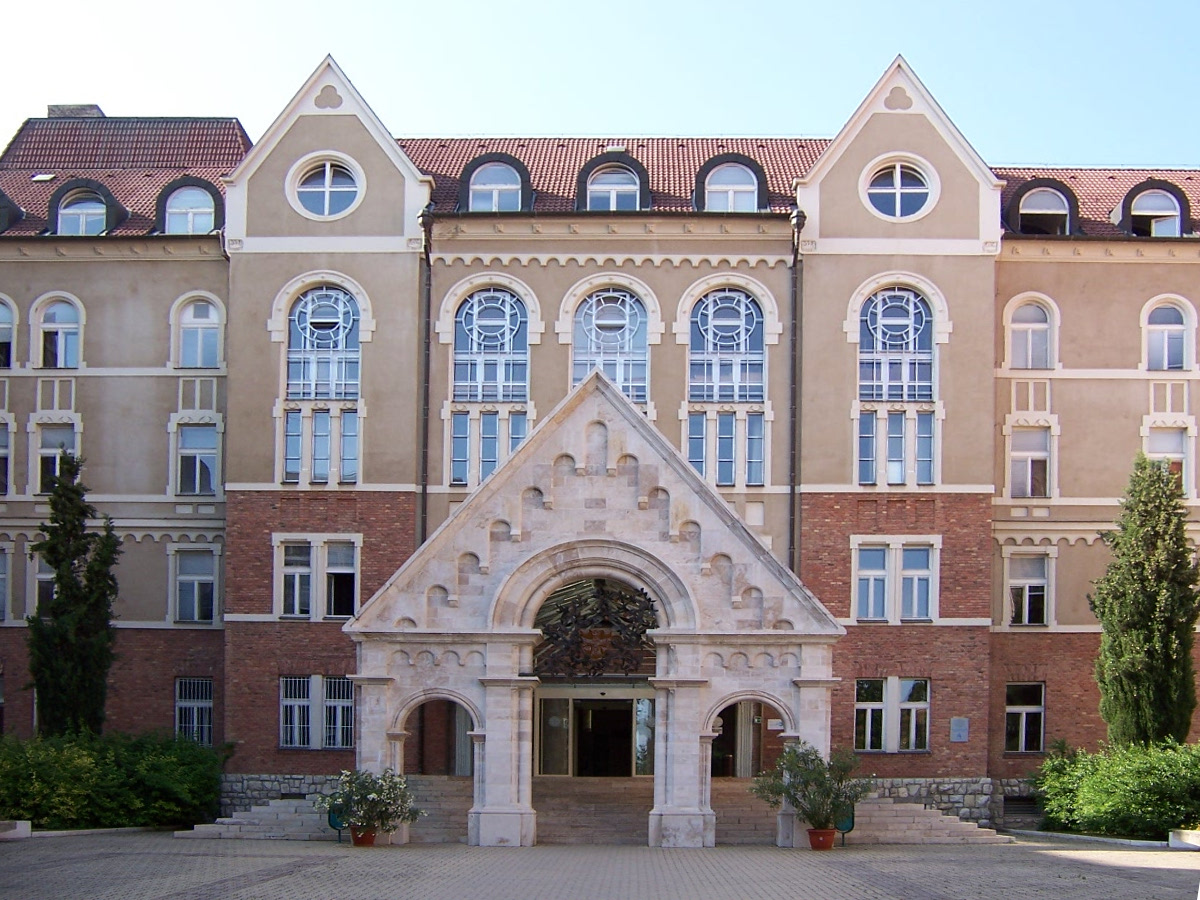
1984-2012 között a Pécsi Tudományegyetemen tanított.

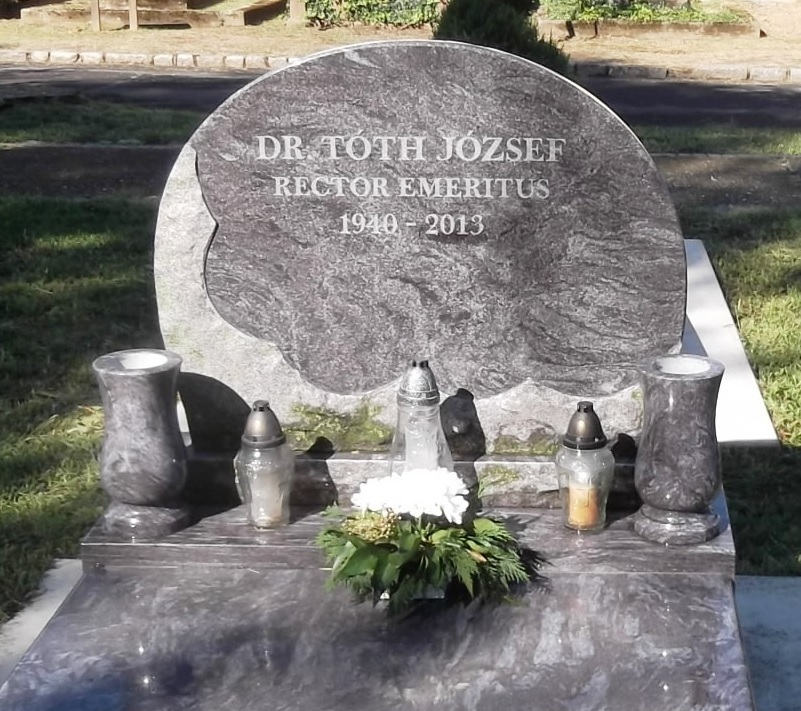
Sírja Pécsi Köztemetőben. Parcella: N, Sor: III., Sírhely: 15

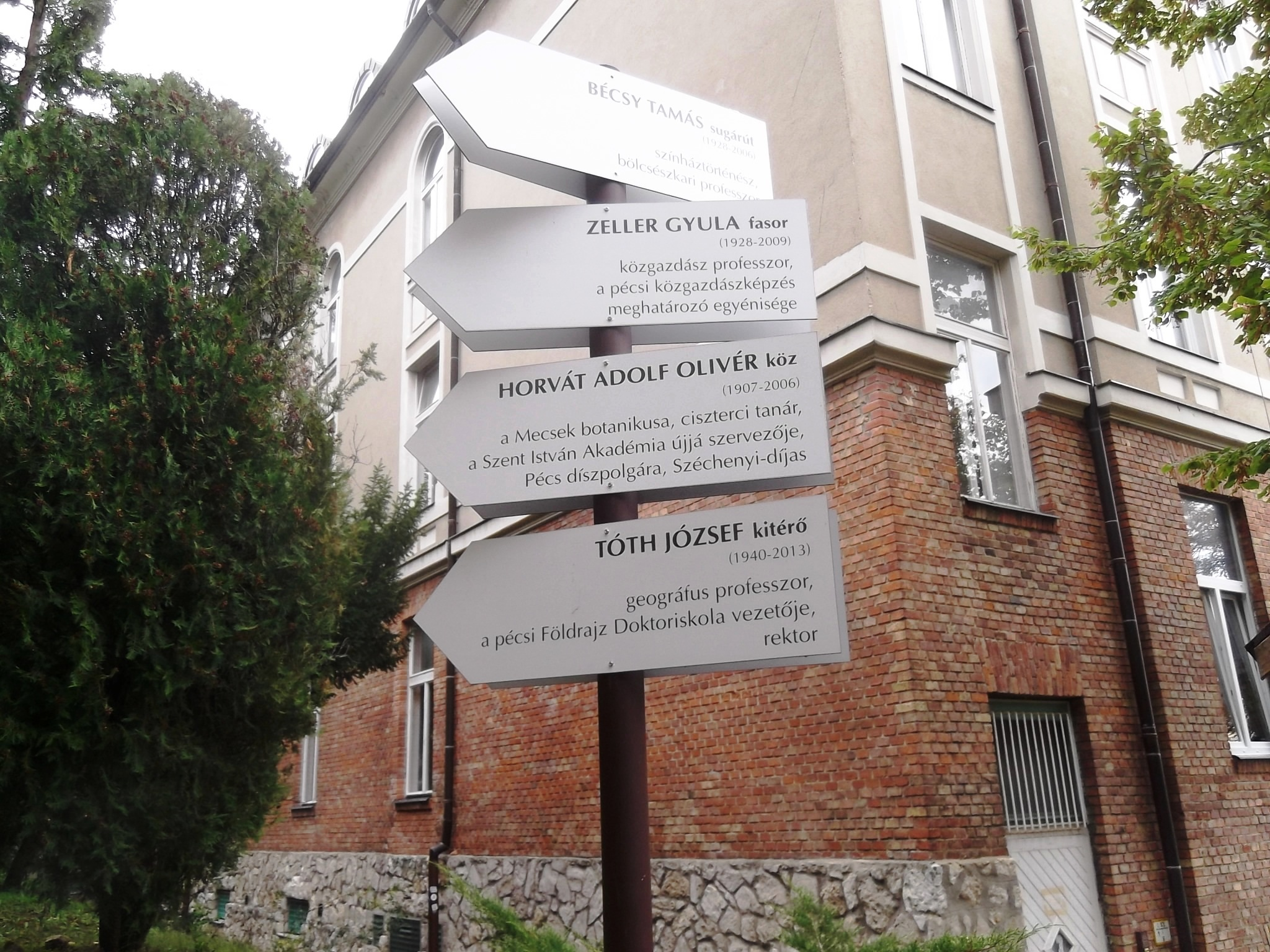
Tóth Józsefről elnevezett kitérő. Pécsi Tudományegyetem Pécs, Ifjúság útja 6.

Tóth József (Cegléd, 1940. március 18. – Pécs, 2013. február 7.) magyar geográfus, egyetemi tanár, a Pécsi Tudományegyetem oktatója. Fő szakterülete a népességföldrajz illetve a településföldrajz. Több könyv szerkesztője, szerzője és társszerzője, összességében körülbelül félezer publikációja (ebből 15 könyv) jelent meg. Ő szerkesztette az Általános társadalomföldrajz I-II. kötetet.

## Élete, munkássága
Földrajz-biológia szakon végzett 1964-ben a szegedi József Attila Tudományegyetemen (ma Szegedi Tudományegyetem). Oktatói pályáját is itt kezdte meg, majd a Földrajztudományi Kutatóintézet békéscsabai osztályára (ma MTA RKK Békéscsabai Osztály) került. 1984-1992 között az MTA Regionális Kutatások Központja tudományos tanácsadójaként és főigazgató-helyetteseként dolgozott, az 1984-től a pécsi Janus Pannonius Tudományegyetem oktatója, tanszékvezetője, majd 1992-ben létrehozta a Földrajzi Intézetet, melynek vezetője volt 2005-ig. 1994-97 között a JPTE Természettudományi Karának dékánja, majd 1997-től 2003-ig az intézmény rektora volt, amikor is a felsőoktatási integráció részeként létrejött az egységes Pécsi Tudományegyetem. Haláláig a PTE TTK Földrajzi Intézetének professzora, valamint 2010-ig az általa 1994-ben alapított Földtudományok Doktori Iskola vezetője volt.
Tudományos munkásságának első szakaszában az Alfölddel, annak térszerkezetével, vonzáskörzeti struktúrájával és urbanizációjával foglalkozott. 1981-ben alkotta meg a híressé vált településdefinícióját (tetraéder-modell). Pécsi kutatói és tanári időszakában régióelmélettel foglalkozott, valamint rendkívül sokat tett a földrajz tartalmi megújítása, valamint vizsgálati fókuszainak kiterjesztése terén. Nagy csapatban szeretett dolgozni, maga pedig örömmel kormányozta a hajót. Könyvei közül ilyen, nagyobb kooperációban készült a korszakváltó Általános társadalomföldrajz I. és II., valamint a népszerű ismeretterjesztő Világföldrajz. Tanítványai az ország vezető földrajzi műhelyeinek meghatározó munkatársaivá váltak az elmúlt időszakban.

## Közéleti tevékenysége
Számos közéleti tevékenységben vett részt és kiemelkedő nemzetközi kapcsolatokat épített ki.
- Az Alföldi Tanulmányok alapítója (1976) és szerkesztője 1984-ig
- Több akadémiai bizottság tagja volt
- A PAB elnökségi tagja
- A TIT Pécs-Baranyai Szervezetének elnöke, országos alelnöke
- A Pécs-Baranyai Kulturális Szövetség elnöke
- A Magyar Földrajzi Társaság társelnöke
- A Modern Geográfus Alapítvány alapító tagja
- A Modern Geográfia folyóirat alapítója (2006) és főszerkesztője 2010-ig
- Az IGU Magyar Nemzeti Bizottság tagja
- Az Academy of Sciences, Arts and Humanities, Párizs tagja, 2000-

## Elismerései
- Lóczy Lajos-emlékérem (1997)
- Grastyán-díj (2000)[4]
- A Magyar Köztársasági Érdemrend középkeresztje (2003)
- Pécs díszpolgára (2005)

## Emlékezete
- Tóth József BTK-TTK Szakkönyvtár (2014. március 18.)
- Tóth József Emlékkonferencia Archiválva 2022. szeptember 20-i dátummal a Wayback Machine-ben
- "Tóth Józsefre emlékezünk." A Modern Geográfia folyóirat 2023/4. tematikus száma.

## Fontosabb publikációi
- Az urbanizáció népességföldrajzi vonatkozásai a Dél-Alföldön. A centrumok szerepe a népesség foglalkozási átrétegződésében és területi koncentrálódásában. Földrajzi Tanulmányok 14. Akadémiai Kiadó, Budapest, 1977. 142 p.
- Urbanizáció az Alföldön. Akadémiai Kiadó, Budapest, 1988. 200 p.
- A magyarság kulturális földrajza. Pro Pannonia Kiadói Alapítvány, Pécs, 1997. 226 p. (Trócsányi Andrással közösen)
- Általános társadalomföldrajz I. és II. Dialóg Campus Kiadó, Budapest–Pécs, 2001 és 2002
- A magyarság kulturális földrajza II. Pro Pannonia Kiadó, Pécs, 2002. 361 p. (Trócsányi Andrással közösen)

## Videófelvételek
- Dr. Tóth József  előadása- Megye, város, régió. PTE.  Universitas Televizió. Nyitott Egyetem. 1999. – Youtube.com, Közzététel 2015. június 25.
- PTE Universitas Televizió. Rektorválasztás. 1999. Tóth Józsefet választotta meg a PTE Szenátusa rektornak.   – Youtube.com, Közzététel: 2016. december 15.
- PTE.  Universitas Televízió. Navigátor. 2000. március 22. 60. születésnapjuk alkalmából köszöntötték Dr. Tóth Józsefet – Youtube.com, Közzététel: 2000. március 22.
- PTE.  Universitas Televízió. Navigátor. 2000. március 22. 60. születésnapjuk alkalmából köszöntötték Dr. Tóth Józsefet – Youtube.com, Közzététel: 2000. március 22.
- PTE.  Universitas Televízió. Navigátor. A Dunai Rektori konferencia soros elnökévé választották Dr. Tóth Józsefet. – Youtube.com, Közzététel 2001. október 17.
- PTE.  Universitas Televízió. Navigátor. 70. születésnapja alkalmából köszöntötték Dr. Tóth József rektor emeritust. – Youtube.com, Közzététel 2010. március 31.
- PTE.  Universitas Televízió. Navigátor. Elhunyt Dr. Tóth József rector emeritus a Pécsi Tudományegyetem volt rektora. – Youtube.com, Közzététel 2013. február 20.